# Indigofera subverticellata
Indigofera subverticellata är en ärtväxtart som beskrevs av François Gagnepain. Indigofera subverticellata ingår i släktet indigosläktet, och familjen ärtväxter. Inga underarter finns listade i Catalogue of Life.